# 三佐川亮宏
三佐川 亮宏（みさがわ あきひろ／Akihiro Misagawa、1961年2月 - ）は、日本の歴史学者。東海大学文学部歴史学科西洋史専攻教授。日本を代表するドイツ中世史研究者の一人で、日本学士院賞受賞者。

## 経歴
札幌市中央区出身。1979年に札幌南高等学校から北海道大学文学部史学科西洋史専攻に進学。1983年に卒業後、北海道大学大学院文学研究科西洋史学専攻修士課程に進み1986年に修了、引き続き同博士課程に進む。博士課程在学中の1987年から1990年の間、ドイツ学術交流会（DAAD）奨学生としてボン大学歴史学科およびライン地域史研究所に留学。
1991年に北海道大学大学院文学研究科西洋史学専攻博士課程を中途退学し、北海道大学文学部西洋史学専攻の助手を務めた。
1994年、東海大学文学部歴史学科西洋史専攻講師となり、1999年に助教授、2007年に准教授、2009年に教授に就任し、現在に至る。

## 学内外活動
学内では、文学部長補佐（2013年度）、学科主任（2014～2015年度）、入学センター次長（2014～2017年度）、大学院・文学研究科長（2020年度～）、ヒューマン・ソサィエティ・カレッジ長（プロボスト、2022年度～）、学長補佐（2025年度～）等の役職を歴任。学外では、富山大学人文学部（1996年、集中講義）、名古屋大学文学部（2006年、同）、一橋大学経済学部（2015年）にて非常勤講師を歴任。

## 研究活動
2011年に「ドイツ史の始まり 中世ローマ帝国とドイツ人のエトノス生成」で北海道大学から博士号（文学）を取得。2011年～2012年の間、ウィーン大学オーストリア史研究所、ベルリン・フンボルト大学比較中世史研究所に客員研究員として滞在。2018年に『ドイツ史の始まり―中世ローマ帝国とドイツ人のエトノス生成』（創文社 2013年）により、第108回日本学士院賞を受賞。2019年～2020年の間、ウィーン国立図書館及びミュンヒェン大学歴史・芸術学部に客員研究員として滞在。

## 受賞歴他
2017年1月18日「ドイツ史の始まり―中世ローマ帝国とドイツ人のエトノス生成」の研究により、2016年度東海大学・松前重義学術賞を受賞。
2018年6月25日『ドイツ史の始まり―中世ローマ帝国とドイツ人のエトノス生成』（創文社 2013年）により、第108回日本学士院賞を受賞（当該年度受賞者中では最年少の57歳）。「授賞審査要旨」では次のように評価されている。「主題の根本性、史料と文献渉猟の網羅性、徹底して考え抜いた書き手だけがもつ日本語の品格、多層的でありながら堅固な論理展開など、本書は稀な完成度を示す著作である。本書によって我が国のドイツ中世史学は、さらに新しい段階に引き上げられたと評されよう」。
2018年9月13日、東京大学総合博物館にて秋篠宮文仁親王に日本学士院賞受賞研究についてご進講。
2023年1月13日、皇居の正殿・松の間で催された「講書始の儀」に陪聴者として招待される。

## 所属学会
史学会、歴史学研究会、日本西洋史学会、西洋中世学会（『西洋中世学』編集委員）、東海大学史学会（『東海史学』編集委員）

## 著書
- 『ドイツ史の始まり―中世ローマ帝国とドイツ人のエトノス生成』創文社、2013年、 創文社オンデマンド叢書（各・講談社での電子出版）（文部科学省・科学研究費補助金・研究成果公開促進費による出版）
- 『ドイツ―その起源と前史』創文社、2016年、のち創文社オンデマンド叢書（文部科学省・科学研究費補助金・研究成果公開促進費による出版）
- 森井裕一編『ドイツの歴史を知るための50章』、明石書店、2016年（分担執筆、10章、11章）
- 『紀元千年の皇帝―オットー三世とその時代』（刀水歴史全書、95）、刀水書房、2018年
- 『岩波講座・世界歴史』第8巻：「西アジアとヨーロッパの形成」岩波書店、2022年（共著）
- 『オットー大帝―辺境の戦士から「神聖ローマ帝国」樹立者へ』中公新書、2023年

## 翻訳書
- カール・ボーズル、平城照介・山田欣吾・三宅立監訳『ヨーロッパ社会の成立』東洋書林、2001年（「中世レーゲンスブルクの社会構造」魚住昌良との共訳）
- ハインツ・トーマス、山田欣吾共編訳『中世の「ドイツ」―カール大帝からルターまで』創文社、2005年
- コルヴァイのヴィドゥキント『ザクセン人の事績』知泉書館、2017年
- ハンス=ヘニング・コーテューム「オットー・ブルンナーとナチズム―「時代を巧みにくぐり抜けて来ました」」（上・中・下）、『思想』1136号（2018年12月）、1138号（2019年2月）、1142号（2019年6月）[15] [16]
- メールゼブルクのティートマル『オットー朝年代記』知泉書館、2021年（文部科学省・科学研究費補助金・研究成果公開促進費による出版）
- クレモナのリウトプランド『報復の書』/ ヴァイセンブルクのアーダルベルト『レーギノ年代記続編』知泉書館、2023年（文部科学省・科学研究費補助金・研究成果公開促進費による出版）

## インタビュー、その他
- 毎日新聞インタビュー記事「中世ドイツから見る現在」（2018年5月1日）[17]。
- 東海大学新聞インタビュー記事「暗記ではない歴史学の魅力－史料をひもとき過去に迫る」（2018年9月1日）[18]。
- 『平成30年度文部科学白書』（2019年7月）、第7章「科学技術・学術政策の総合的推進」：科研研究の事例紹介（246頁）[19]。
- 東海大学新聞書評記事「阿部謹也『ハーメルンの笛吹き男―伝説とその世界』」（2020年8月1日）[20]。

※以上のデータは「研究者researchmap」による。